# Ceh svetega Luke
Ceh svetega Luke je bilo najpogostejše ime za mestni ceh slikarjev in drugih umetnikov v zgodnji novi Evropi, zlasti v Nizozemskih deželah. Poimenovali so jih po evangelistu Luki, zavetniku umetnikov, za katerega je Janez Damaščan ugotovil, da je naslikal Marijin portret.
Ena najbolj znanih tovrstnih organizacij je bila ustanovljena v Antwerpnu. Delovala je do leta 1795, čeprav je do takrat izgubila svoj monopol in s tem večino svoje moči. V večini mest, vključno z Antwerpnom, je lokalna vlada cehu podelila pooblastilo za urejanje določenih vrst trgovanja v mestu. Članstvo v cehu kot mojster je bilo torej potrebno, da je umetnik vzel vajence ali da je slike prodajal javnosti. Podobna pravila so obstajala v Delftu, kjer so samo člani lahko prodajali slike v mestu ali imeli trgovino. Zgodnji cehi v Antwerpnu in Bruggeu, ki so postavili model, ki so mu sledili v drugih mestih, so imeli celo lasten razstavni prostor ali stojnico na tržnici, s katere so člani lahko prodajali svoje slike neposredno javnosti.
Ceh svetega Luke ni zastopal samo slikarjev, kiparjev in drugih likovnih umetnikov, ampak tudi – zlasti v 17. stoletju – trgovce, amaterje in celo ljubitelje umetnosti (tako imenovani liefhebbers). V srednjem veku je bila večina članov v večini krajev verjetno iluminatorjev rokopisov, kjer so bili v istem cehu kot slikarji na lesu in blagu - v mnogih mestih so bili združeni s pisarji. V tradicionalnih cehovskih strukturah so bili pleskarji in dekoraterji pogosto v istem cehu. Ker pa so se umetniki oblikovali pod lastnim posebnim cehom sv. Luke, zlasti na Nizozemskem, so se vedno bolj razlikovali. Na splošno so cehi razsojali tudi o sporih med umetniki in drugimi umetniki ali njihovimi strankami. Na ta način je nadzoroval ekonomsko kariero umetnika, ki je delal v določenem mestu, medtem ko so bili v različnih mestih popolnoma neodvisni in pogosto konkurenčni drug drugemu.

## Antwerpen
Čeprav je postal glavno umetniško središče šele v 16. stoletju, je bil Antwerpen eno prvih mest, če ne prvo, ki je ustanovilo ceh svetega Luke. Prvič se omenja leta 1382, leta 1442 pa mu je mesto podelilo posebne privilegije. Obstajajo cehovski registri ali Liggeren, ki katalogizirajo, kdaj so umetniki postali mojstri, kdo je bil dekan za posamezen letnik, kakšne so bile njihove posebnosti in imena študentov. V Bruggeu, ki je bil v 15. stoletju prevladujoče mesto za umetniško produkcijo v Nizozemskih deželah, je najzgodnejši znani seznam članov ceha iz leta 1453, čeprav je bil ceh zagotovo starejši od tega. Tam so morali vsi umetniki pripadati cehu, da so lahko delali v svojem imenu ali prodajali svoja dela in ceh je bil zelo strog glede umetniških dejavnosti, ki so se lahko izvajale – obrtniku je jasno prepovedal delo na območju, kjer so bili zastopani člani drugega ceha, kot je na primer tkanje tapiserij.

## Brugge
Brugški ceh je v značilni idiosinkratični srednjeveški ureditvi vključeval tudi sedlarje, verjetno zato, ker je večina članov slikala iluminirane rokopise na pergament in so bili zato združeni kot neke vrste usnjarji. Morda zaradi te povezave so nekaj časa imeli pravilo, da so vse miniature potrebovale majhno oznako za identifikacijo umetnika, ki je bila registrirana pri Cehu. Samo s posebnimi privilegiji, kot je dvorni umetnik, je lahko umetnik učinkovito izvajal svojo obrt, ne da bi bil član ceha. Peter Paul Rubens je imel podobno situacijo v 17. stoletju, ko je pridobil posebno dovoljenje nadvojvode Alberta in Isabelle, da je lahko hkrati dvorni umetnik v Bruslju in aktiven član ceha svetega Luke v Antwerpnu. Članstvo je članom omogočilo tudi prodajo del na razstavnem prostoru v lasti ceha. Antwerpen je na primer leta 1460 pred stolnico odprl tržnico za prodajo slik, Brugge pa mu je sledil leta 1482.

## Republika Nizozemska
Cehi sv. Luke v Republiki Nizozemski so se začeli na novo ustanavljati, ko so tamkajšnja mesta prešla pod protestantsko oblast in prišlo je do dramatičnih premikov prebivalstva. Številni cehi sv. Luke so ponovno izdali listine, da bi zaščitili interese lokalnih slikarjev pred prihodom južnih talentov iz krajev, kot sta Antwerpen in Brugge. Mnoga mesta v mladi republiki so v poznem 16. in zgodnjem 17. stoletju postala pomembnejša umetniška središča. Amsterdam je bil prvo mesto, ki je po reformaciji leta 1579 ponovno izdalo listino svetega Luke in je vključevala slikarje, kiparje, graverje in druge poklice, ki so se posebej ukvarjali z vizualno umetnostjo. Ko se je trgovina med Špansko Nizozemsko in Republiko Nizozemsko obnovila z dvanajstletnim premirjem leta 1609, se je priseljevanje povečalo in številna nizozemska mesta so ponovno izdala listine cehov kot obliko zaščite pred velikim številom slik, ki so začele prečkati mejo.
Na primer, Gouda, Rotterdam in Delft so vsi ustanovili cehe med letoma 1609 in 1611. V vsakem od teh primerov so se tabelni slikarji odstranili iz svoje tradicionalne cehovske strukture, ki je vključevala druge slikarje, na primer tiste, ki so delali na freskah in na hišah, v korist posebnega »Ceha sv. Luke«. Po drugi strani pa ta razlikovanja takrat niso začela veljati v Amsterdamu ali Haarlemu. V haarlemskem cehu sv. Luke so leta 1631 poskusili vzpostaviti strogo hierarhijo s tabenimi slikarji na vrhu, čeprav je bila ta hierarhija sčasoma zavrnjena. V utrechtskem cehu, prav tako ustanovljenem leta 1611, je prišlo do preloma pri sedlarjih, a leta 1644 je nadaljnji razkol povzročil nov slikarski ceh, tako da je ceh svetega Luke ostal le s kiparji in rezbarji. Podobna poteza v Haagu leta 1656 je privedla do tega, da so slikarji zapustili Ceh svetega Luke in ustanovili novo Confrerie Pictura z vsemi drugimi vrstami vizualnih umetnikov, ceh pa prepustili slikarjem.
Umetniki v drugih mestih niso bili uspešni pri ustanavljanju lastnih cehov sv. Luke in so ostali del obstoječe cehovske strukture (ali pomanjkanja le-te). Na primer, v Leidnu so leta 1610 poskušali ustanoviti ceh posebej za slikarje, da bi se zaščitili pred prodajo umetnin tujcem, zlasti tistim iz območij Brabanta in okolice Antwerpna. Toda mesto, ki se je tradicionalno upiralo cehom nasploh, jim je le ponudilo pomoč pri nezakonitem uvozu. Šele leta 1648 je bil v tem mestu dovoljen ohlapno organiziran kvaziceh. Cehi majhnega, a bogatega sedeža vlade Haaga in njegovega bližnjega soseda Delfta so se nenehno borili, da bi preprečili poseganje umetnikov drugih v njuno mesto, pogosto brez uspeha. Do poznejšega dela stoletja je bilo doseženo nekakšno ravnotežje, saj so haaški portretisti oskrbovali obe mesti, medtem ko so delftski žanrski slikarji storili enako.

## Italija
V renesančnih Firencah ceh sv. Luke sam ni obstajal. Slikarji so pripadali cehu zdravnikov in lekarnarjev (Arte dei Medici e Speziali), saj so svoje pigmente kupovali od lekarnarjev, medtem ko so bili kiparji člani mojstrov kamna in lesa (Maestri di Pietra e Legname). Pogosto so bili tudi člani bratovščine svetega Luke (Compagnia di San Luca), ki je bila ustanovljena že leta 1349, čeprav je bila ločena entiteta od cehovskega sistema. Podobne bratovske organizacije so obstajale tudi v drugih delih Italije, kot je Rim. Do 16. stoletja so zelo uspešni grški umetniki kretske šole ustanovili ceh celo v Kandiji na Kreti, takratni beneški posesti. V 16. stoletju Compagnia di San Luca začela srečanja v baziliki Santissima Annunziata, pridružili pa so se tudi kiparji, ki so bili prej člani bratovščine, posvečene svetemu Pavlu (Compagnia di San Paolo).Ta oblika družbe se je leta 1563 razvila v firenško Accademia del Disegno, ki je bila n uradno vključena v mestni cehovski sistem leta 1572. Primer Firenc je pravzaprav sčasoma deloval bolj kot tradicionalna cehovska struktura kot Accademia di San Luca v Rimu.
Rimska akademija, ki jo je leta 1593 ustanovil Federico Zuccari, jasneje odraža »moderne« predstave o umetniški akademiji, namesto da bi ohranila tisto, kar se je pogosto videlo kot srednjeveško naravo cehovskega sistema. Postopoma naj bi druga mesta sledila zgledu Rima in Carraccijevi v Bologni, pri čemer so vodilni slikarji ustanovili »akademijo«, ki na začetku ni bila vedno neposredna konkurenca lokalnim cehom, ampak jo je sčasoma zasenčila in izpodrinila. Ta premik v umetniškem predstavljanju je na splošno povezan s sodobnim pojmovanjem vizualnih umetnosti kot liberalne in ne mehanične umetnosti in se je zgodil v mestih po Evropi. V Antwerpnu je bil David Teniers mlajši hkrati dekan ceha in je ustanovil akademijo, medtem ko sta v Benetkah Giambattista Pittoni in Giovanni Battista Tiepolo vodila Accademio, ki se je odcepila od starega Fraglia dei Pittori, kot je bil znan lokalni ceh. Nove akademije so študentom začele ponujati usposabljanje v risanju in zgodnjih fazah slikanja, vse večja pa je bila umetnostna teorija, vključno s hierarhijo žanrov.

## Cehi v intelektualnih prizadevanjih
Dvig statusa umetnika v poznem 16. stoletju, ki se je zgodil v Italiji, je odmeval v Nizozemskih deželah s povečano udeležbo umetnikov v literarnih in humanističnih društvih. Zlasti antwerpenski ceh sv. Luke je bil tesno povezan z eno od uglednih mestnih zbornic za retoriko, Violieren in v resnici se je pogosto govorilo, da sta oba enaka. Do sredine 16. stoletja, ko je v mestu deloval Pieter Bruegel starejši, je bila večina članov Violieren, vključno s Fransom Florisom, Cornelisom Florisom in Hieronymusom Cockom, umetnikov. Razmerje med dvema organizacijama, eno za strokovnjake, ki se ukvarjajo s trgovino in drugo skupino literatov in dramatikov, se je nadaljevalo v 17. stoletju, dokler se obe skupini nista uradno združili leta 1663, ko je bila ustanovljena Akademija v Antwerpnu, stoletje po svoji rimski dvojnici. Zdi se, da so podobni odnosi med cehom svetega Luke in zbornicami retorike obstajali v nizozemskih mestih v 17. stoletju. Haarlemov Liefde boven al (Ljubezen nad vse) je odličen primer, ki so mu vsi pripadali Frans Hals, Esaias van de Velde in Adriaen Brouwer. Te dejavnosti so se pokazale tudi v skupinah, ki so se razvile zunaj ceha, kot so romanisti iz Antwerpna, za katere je bilo potovanje v Italijo ter spoštovanje klasične in humanistične kulture bistvenega pomena.

## Cehovska pravila
Cehovska pravila so se zelo razlikovala. Tako kot pri cehih za druge obrti bi bilo začetno vajeništvo vsaj tri, pogosteje pet let. Običajno bi se vajenec nato kvalificiral za »pomočnika« ali »strokovnjaka«, ki lahko dela za katerega koli člana ceha. Nekateri umetniki so začeli podpisovati in datirati slike leto ali dve, preden so dosegli naslednjo stopnjo, ki je pogosto vključevala plačilo cehu in naj bi postali »svobodni mojster«. Po tem je lahko umetnik prodajal svoja dela, ustanovil lastno delavnico s svojimi vajenci in tudi prodajal dela drugih umetnikov. Anthonis van Dyck je to dosegel pri osemnajstih, vendar bi bilo pri dvajsetih bolj tipično.
Ponekod je bilo določeno največje število vajencev (kot na primer dva), zlasti v zgodnejših obdobjih, lahko pa je bil določen najmanj eden. V Nürnbergu je bilo slikarstvo, za razliko od recimo zlatarstva, »prosta trgovina« brez ceha, ki jo je neposredno urejal mestni svet; to je bilo namenjeno spodbujanju rasti v mestu, kjer se je veliko umetnosti povezovalo z izdajanjem knjig, za kar je bil Nürnberg največje nemško središče. Kljub temu so obstajala pravila in na primer samo poročeni moški so lahko vodili delavnico. V večini mest so bile ženske, ki so bile pomembne članice delavnic za izdelavo iluminiranih rokopisov, izključene iz ceha ali iz tega, da bi bile mojstrice; vendar ne v Antwerpnu, kjer so bili člani Catharina van Hemessen in druge. Kot je nakazal krščanski naslov ceha, so bili Judje v večini mest izključeni, vsaj iz tega, da bi postali mojstri.
Ko se je pojavila grafika, je bilo veliko graverjev iz zlatarskega ozadja in so ostali v tem cehu. Ker je ta povezava z razvojem grafike oslabela, so nekateri slikarski cehi sprejeli graverje ali jedkarje, ki niso slikali, kot člane, drugi pa ne. V Londonu so imeli slikarji na steklo svoj ločen ceh s steklarji; drugje bi jih slikarji sprejeli.
Umetnostni zgodovinarji, ki so želeli razjasniti nedokumentirano Vermeerjevo usposabljanje, so bili zelo zmedeni nad pravili delftskega ceha. Ko se je leta 1653 pridružil tamkajšnjemu cehu, se je v skladu z lokalnimi pravili moral izobraževati šest let. Poleg tega je moral plačati šest guldnov vstopnine, kljub dejstvu, da je bil njegov oče član ceha (kot trgovec z umetninami), kar bi običajno pomenilo le tri guldne. Zdi se, da to pomeni, da njegovega usposabljanja ni prejel v samem Delftu. Pieter de Hooch pa je moral kot priseljenec v Delft leta 1655 plačati dvanajst guldnov, kar pa si ni mogel privoščiti, da bi plačal vse naenkrat.
Drug vidik cehovskih pravil ponazarja spor med Fransom Halsom in Judith Leyster v Haarlemu. Leysterjeva je bila druga ženska v Haarlemu, ki se je pridružila cehu in se je verjetno usposabljala pri Halsu – bila je priča pri krstu njegove hčere. Nekaj let kasneje, leta 1635, je vložila spor cehu, v katerem se je pritožila, da je eden od njenih treh vajencev zapustil njeno delavnico po le nekaj dneh in je bil sprejet v Halsovo trgovino, kar je v nasprotju s cehovskimi pravili. Ceh je imel pooblastilo kaznovati člane in po odkritju, da vajenec ni bil registriran pri njih, je oglobil oba umetnika in izdal sodbo o položaju vajenca.

## Zaton cehov
Vsi cehovski lokalni monopoli so bili od 17. stoletja naprej deležni splošnega gospodarskega neodobravanja; v posebnem primeru slikarjev je marsikje prišlo do napetosti med cehi in umetniki, ki jih je vladar uvozil kot dvorne slikarje. Ko je kralj Karel I. Angleški Anthonisa van Dycka končno zvabil, da pride v Anglijo, mu je priskrbel hišo v Blackfriarsu, takrat tik izven meja londonskega Cityja, da bi se izognil monopolu londonskega ceha. Haag s svojim katoliškim dvorom se je leta 1656 s Confrerie Pictura razdelil na dvoje. Takrat je bilo vsem vpletenim jasno, da je cehovski koncept vse na enem mestu že mimo in da je treba za zagotavljanje visoke kakovosti in visokih cen ločiti izobraževanje umetnikov od prodajnih mest. Številna mesta za izobraževanje vzpostavijo šole v akademskem slogu, medtem ko se prodaja lahko ustvari z organiziranimi ogledi v lokalnih gostilnah, prodajo nepremičnin ali odprtimi tržnicami. V Antwerpnu so habsburški guvernerji sčasoma odstranili cehovski monopol in do konca 18. stoletja ni preživel skoraj noben, še preden je Napoleon razpustil vse cehe na ozemljih, ki jih je nadzoroval. Cehi so preživeli kot društva ali dobrodelne organizacije ali pa so se združili z novejšimi »akademijami« – kot se je zgodilo v Antwerpnu, ne pa tudi v Londonu ali Parizu. Cehovski monopol je doživel kratek preporod v 20. stoletju v Vzhodni Evropi pod komunizmom, kjer so nečlani uradnega umetnikovega sindikata ali ceha zelo težko delali kot slikarji – na primer Čeh Josef Váchal.

## Slike za cehe
V mnogih mestih je ceh svetega Luke financiral kapelo, ki je bila okrašena z oltarno sliko njihovega zavetnika. Sveti Luka riše Madono (Muzej lepih umetnosti, Boston), ena najzgodnejših znanih slik Rogierja van der Weydna, je postavila tradicijo, ki so ji sledili številni kasnejši umetniki. Delo Jana Gossaerta v Umetnostnozgodovinskem muzeju na Dunaju (ilustrirano, zgoraj desno) ponovno obravnava Van der Weydnovo kompozicijo, medtem ko prizor predstavlja kot vizionarsko izkušnjo namesto sedečega portreta z neposredno pričo. Kasneje so Frans Floris (1556), Marten de Vos (1602) in Otto van Veen predstavljali temo za ceh v Antwerpnu, Abraham Janssens pa je leta 1605 naslikal oltarno sliko za ceh v Mechelenu. Te slike so pogosto avtoportreti z umetnikom kot Lukom in pogosto nudijo vpogled v umetniške prakse iz časa, ko so bile ustvarjene, saj je motiv umetnik med delom.
- Derick Baegert,  Sveti Luka slika Devico,, ok.1470
- Maarten van Heemskerk je naslikal to oltarno sliko, preden je leta 1532 odšel iz Haarlema v Italijo.
- Ista tema Giorgia Vasarija.